# Adrian van Hooydonk
Adrian van Hooydonk, né le 21 juin 1964 à Echt, Limbourg (Pays-Bas), est un designer automobile néerlandais.

## Biographie

### Formation
Adrian van Hooydonk naît le 21 juin 1964, à Echt, dans la province de Limbourg (Pays-Bas). Il étudie à l'école primaire de 1970 à 1976, puis au lycée de 1976 à 1982, dans sa ville natale. En 1982, il entre à l'Université de technologie de Delft, dans la province de Hollande du sud (Pays-Bas). Il y obtient une maîtrise en génie de la conception industrielle en 1988. Il travaille, ensuite, durant un an, comme concepteur indépendant, avant d'entrer, en 1989, comme concepteur de produit, à General Electric Plastics Europe, à Bergen op Zoom (Pays-Bas). Il reprend des études de conception automobile, à l'Art Center Europe à Vevey, en Suisse, jusqu'en 1992, où il obtient une maîtrise. 

### Carrière chez BMW
Adrian van Hooydonk entre chez BMW, en 1992, comme concepteur de carrosseries automobiles, à Munich (Allemagne). À partir de 2000, il dirige le département de conception de carrosseries automobiles du centre de dessin industriel de Bayerische Motoren Werke (BMW), DesignworksUSA, à Newbury Park, en Californie (États-Unis), participant à la conception de prototypes et de véhicules de série. Il préside le centre à partir de 2001, avant de le quitter, en 2005, pour prendre la direction du bureau de conception de la marque, sous les ordres de l'américain Chris Bangle, chef de la conception de BMW. Il a alors 80 personnes sous ses ordres. Le 3 février 2009, Chris Bangle annonce sa décision de quitter le poste qu'il occupe depuis 17 ans, ainsi que l'industrie automobile, pour créer son propre bureau de conception. Adrian van Hooydonk prend alors sa place à la tête du bureau. Il est ainsi chargé de la conception pour BMW, Mini et Rolls-Royce.
Il participe à la conception de la BMW E65 (série 7), mais c'est Bangle qui en est responsable et subit les critiques pour ce modèle, notamment pour l'« arrière Bangle », conçu cependant par Adrian van Hooydonk, en 1997, lors d'un concours interne opposant vingt concepteurs. Les premiers modèles produits après la transition sont les BMW F01 (série 7) et BMW F07 (série 5 GT), qui sont majoritairement l'œuvre de Bangle. Le premier modèle conçu par l'équipe d'Adrian van Hooydonk est la BMW F10 (série 5).

## Modèles
- 1997 - Mini ACV30.
- 1999 - BMW Z9.
- 2001 - BMW Série 7[9].
- 2007 - BMW Concept CS[2],[10].
- 2007 - BMW X5[9].
- 2008 - BMW E65 (série 7)[6].
- 2008 - BMW M1 Homage, étude de conception[2],[6],[11].
- 2009 (février) - BMW F07 (série 5 GT)[12].
- 2009 (mars) - BMW Concept Progressive Activity Sedan[2],[13].
- 2009 - BMW E89 (Z4).
- 2010 - BMW F10 (série 5).
- 2011 - BMW Série 6 sedan.
- 2012 - BMW série 3 (6e génération)[14].
- BMW X3[4].
- BMW F01 (série 7).
- Coupé BMW Série 3.
- BMW Z10.
- BMW 328 Hommage.
- Mini Scooter E.
- BMW Megacity Vehicle.

## Brevets
- 2002 (22 juin) - Carrosserie automobile - Brevet américain D458561[15].
- 2003 (21 janvier) - Enjoliveur - Brevet américain D469048[16].
- 2003 (23 février) - Enjoliveur - Brevet américain D470094[17].
- 2003 (9 décembre) - Carrosserie automobile - Brevet américain D483298[18].
- 2004 (21 décembre) - Enjoliveur - Brevet américain D500005[19].
- 2005 (11 janvier) - Carrosserie automobile - Brevet américain D500709[20].
- 2006 (11 avril) - Chaise - Brevet américain D518656[21].